# Sceloporus arenicolus
Sceloporus arenicolus là một loài thằn lằn trong họ Phrynosomatidae. Loài này được Degenhardt & Jones mô tả khoa học đầu tiên năm 1972.